# 세계검무예연맹
세계검무예연맹(世界劍武藝聯盟, 영어: WORLD KUMMOOYEH FEDERATION)은 2009년 설립된 대한민국의 연맹이자 사단법인이다. 선조들의 우수한 전통을 계승하고 현대 무예문화를 발전시켜 창의적인 전통문화 발전을 도모한다.

## 상세
세계검무예연맹은 검무예의 창시자인 일성 정복수 선생이 설립한 단체로, 무예도보통지를 바탕으로 복원한 복원검무예와 실전 검리에 입각한 실전검무예를 현대식 수련과정으로 완성시켰다. 해당 연맹은 반만년 역사와 함께한 한민족의 기상과 무예를 복원 전승하여 한국적 검무예의 정체성을 지키며, 그속에 담겨있는 문화적 가치를 계승 발전시키는 것을 목표로 삼고 있다. 그리고 무예의 도덕과 규범을 다시 세우고 검무예의 가치와 철학,검무예의 기법을 더욱 발전시켜 선조들의 검무예 전승 보급을 해외 여러나라에서 추진중이다.

## 연혁
- 사단법인 세계검무예연맹 등기 (2015)
- 세계검무예연맹 설립 (2009)
- 전통무예진흥법 발의 (2009)
- 대한이도류검도협회 (명칭변경)
- 사회단체법인 대한도법검도협회 설립 (1996)